# Frank De Moor
Frank De Moor (1948 - 28 juli 2004) was een Vlaams journalist bij het weekblad Knack.
Na enkele omzwervingen als losse medewerker van De Standaard en Radio 2 Oost-Vlaanderen startte De Moor in 1973 op de redactie van Knack.  Hij heeft er uiteindelijk meer dan 30 jaar gewerkt, eerst als onderzoeksjournalist en later als hoofdredacteur.  In zijn carrière kwam hij in het kader van  verschillende dossiers in aanvaring met onder andere Paul Vanden Boeynants (verdachte legeraankopen), Freddy Vreven (schandaal rond de aankoop van obussen) en de burgemeester van Knokke-Heist, Leopold Lippens (bouwprojecten in duinengebied). In de laatste jaren van zijn carrière ontpopte hij zich als een van de belangrijkste critici van de politiehervorming in de jaren 1990.
Hij overleed in 2004 op 55-jarige leeftijd aan de gevolgen van kanker.  Ondanks zijn slepende ziekte bleef hij vanop zijn ziekenhuisbed vastberaden doorwerken. De Moor werd in besloten kring gecremeerd in Lochristi.
Hij was gehuwd met magistrate Anita Harrewyn van het Gentse parket-generaal (in 2011 benoemd tot procureur-generaal van Gent). Het echtpaar heeft één dochter, Alexandra.